# フォト・セセッション
フォト・セセッション（フォト=セセッション、写真分離派。Photo-Secession）は、ニューヨークに存在したピクトリアリスムを標榜する写真家のグループである。
アルフレッド・スティーグリッツのほか、エドワード・スタイケン、アルヴィン・ラングダン・コバーン、フランク･ユージン（Frank Eugene; 1865年-1936年）、クラレンス・H・ホワイト（Clarence H. White; 1871年-1925年）、ガートルード・ケーゼビア（Gertrude Käsebier; 1852年-1934年）らが中心となり、1902年に結成。他に、ハインリッヒ・キューン、カール・ストラスらも参加した。スティーグリッツは、保守的な写真家を除外して、自身の立場を強化するために、知恵を絞った。1902年2月17日にスティーグリッツが結成するまで、この名称のクラブは存在せず、国立の芸術センターが結成される予定だった。
機関紙として「カメラワーク」（Camera Work）を1902年に刊行（年4回刊行を基本として、1917年まで全50号を刊行。ただし、合併号に2号分のナンバーが振られていたり、ナンバーの振られていない特別号が存在したりする）、展示スペースとしてニューヨークに「フォトセセッションの小ギャラリー」（Little Galleries of Photo-Secession）を1905年に開廊（1908年に291ギャラリーと改称、1917年に閉廊）。なお、カメラワークについて、1903年に刊行が開始されたとする文献もあるが、創刊号は1903年1月号であるが、その号の実際の刊行時期が1902年12月である、というのが、正確なところである。
ロンドンのグループ「リンクト・リング」（Linked Ring。1892年-1909年）とともに、ピクトリアリスムを展開する2大勢力として、ピクトリアリスムの普及に大いに貢献した。
1910年には、ピクトリアリスムの集大成としての企画、ニューヨーク州バッファローのオルブライト・アート・ギャラリーで開催された「絵画主義写真国際展」（The International Exhibition of Pictorial Photography at Albright Gallery, Buffalo, New York）に参加するも、その後、解散する。解散の時期については、明確に宣言されたわけではないため、同展の直後（1910年）とする説がある一方で、カメラワークが終刊し291ギャラリーが閉廊した1917年とする説もある。いずれにしろ、1910年から1917年の間に解散していることは間違いない。
スティーグリッツは、このグループを通じた極めて積極的な活動により、ピクトリアリスムをアメリカに普及させることに成功したが、このグループの活動の頂点とも言える「絵画主義写真国際展」の開催された1910年頃には、本人は、すでに、ピクトリアリスムからストレートフォトグラフィに向っており、結局は、ピクトリアリスムを否定することとなった。